# 阿婆炒飯
阿婆炒飯是曾位於臺灣臺中市西屯區逢甲大學後門的小吃攤，經營20餘年來，因價格便宜、飯量大，受到逢甲商圈附近學生歡迎。2024年5月結束營業。

## 歷史
阿婆炒飯的店主為蔡郭春美，丈夫早逝。她自述32歲到62歲間從事水泥匠，收入不錯，但財產上因為與親姊發生財務糾紛、互助會倒會等因素而損失。約2001年間，她開始在逢甲夜市周圍擺流動攤，但付不起太貴租金，因此常換地點。逢甲商圈附近的攤商說，她每天7點就去西屯市場準備食材，一直要忙到凌晨3點，才一個人推著攤車回家。
蔡郭春美說自己最快樂的時候就是賣飯，其他時間總會想積怨的往事。2004年，逢甲大學校園網路上流傳著一封「支持阿婆麵攤」的電子信，內容為一名六旬的郭姓老婦人因兒子經商失敗，只好在逢甲大學側門右轉擺攤，靠賣麵籌措孫子的學費，望逢甲人多去光顧，引起逢甲學生廣大迴響，甚至有學生下課後到幫忙洗菜、包裝。像是一名綽號為「阿貴」的東海大學女學生常來幫忙。後來該名女生畢業後回鄉時，蔡郭春美還因此偷哭，並希望她日後生小孩再回來。

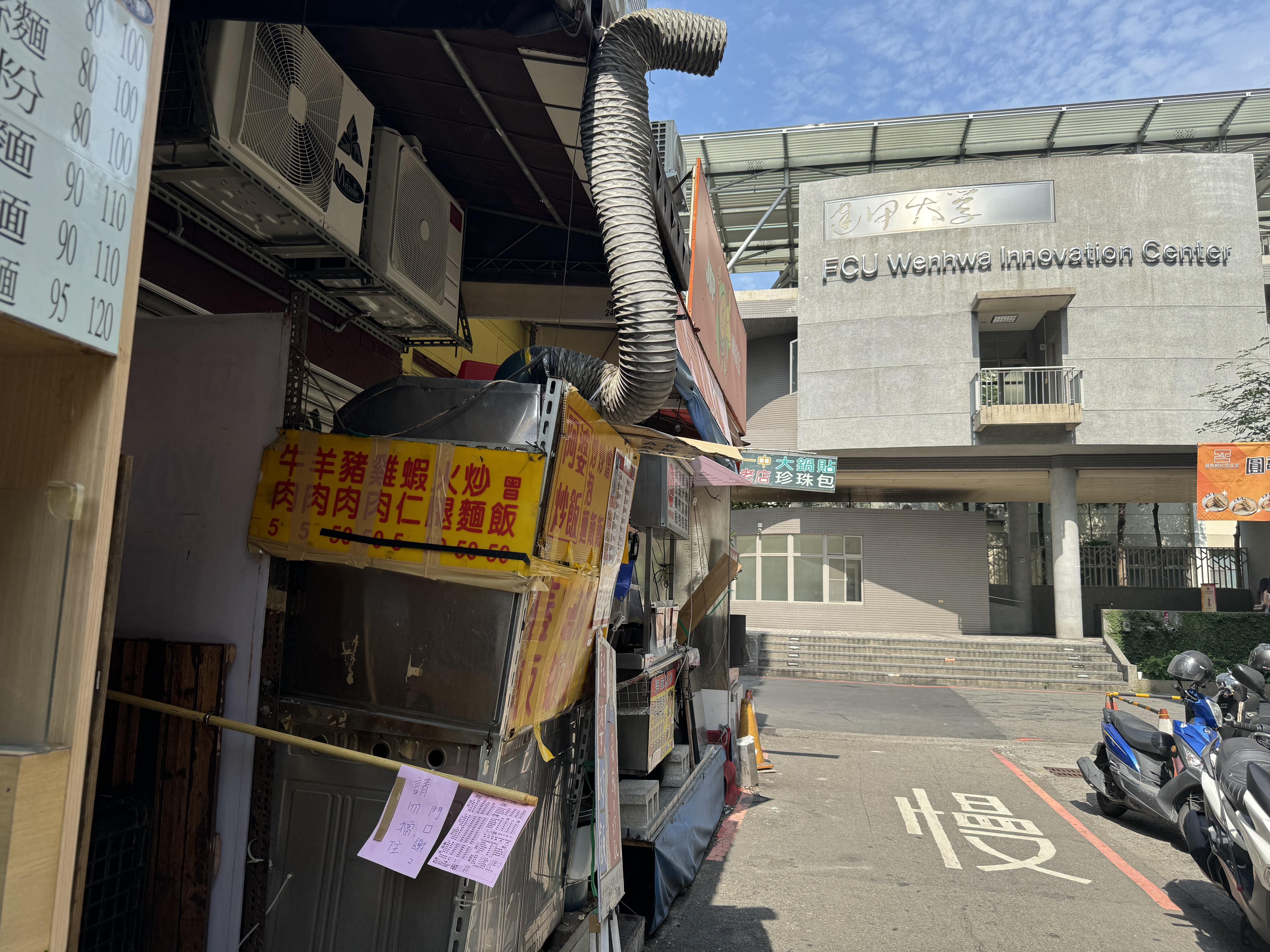
逢甲阿婆炒飯與逢甲大學後門

2011年10月時，蔡郭春美在逢甲大學後門的西安街以月租新台幣1萬元開設小店面。她在西安街277巷25弄21號的店面取名為「阿婆炒飯」。但因離夜市太遠，生意轉為清淡，直到一名幼稚園女教師在臉書成立「阿婆的家」粉絲團介紹，生意才轉好。次年，還有時為學生的馮睿成製作一份地圖，羅列蔡郭春美等為家計而擺攤的長者，號召同伴來此光顧。有欣賞的學生自己手繪一幅畫像，寫上「最強的炒飯」給蔡郭春美。
蔡郭春美認為大學生不一定是有錢家庭出身，遂以便宜又量大的食物讓附近學生可以有尊嚴吃飽。如2004年報導時，她所賣的一碗烏龍麵加雞蛋只有新台幣40元。2011年，她賣的炒麵、炒飯是每份50元。2022年時，炒飯、炒麵也才65元，且飯量、麵量依然足夠。
據替阿婆炒飯經營臉書「阿婆的家」頁面的黃傑民表示，約2022年，蔡郭春美因機車意外病休一個學期，後來繼續開店時體力與記憶力有衰退。該年，她對記者說自己並不誠實，因並沒外界講的可憐，現在繼續賣只是想學生吃得飽。
2024年5月10日阿婆炒飯結束營業時，從台北、嘉義和高雄都有人特地過來光顧。失聯的「阿貴」看到消息後，也聯繫到84歲的蔡郭春美，讓後者得以安心退休。結束前，蔡郭春美感嘆其中最難割捨的，就是店內牆上一張張照片。

## 外部連結
- 阿婆炒飯的Facebook專頁